# La mujer del presidente (serie de televisión colombiana)
La mujer del presidente es una serie de televisión colombiana dirigida por Magdalena La Rotta y producida por Caracol Televisión en 1997. con libretos de Mauricio Miranda y Mauricio Navas. Se transmitió originalmente los jueves a las 20:30 en el Canal Uno con episodios de una hora de duración. La serie fue la única durante finales de la década de los años 1990 que marcó un alto lugar en sintonía en el país, debido a la singularidad de su temática. Fue nominada a varios premios nacionales ganando varios de ellos. Es una de las series colombianas que abarcan temas con contenido político y social. Su argumento es la historia de un hombre que es condenado y torturado por un crimen que no cometió, el cual padece la crueldad e injusticia de las cárceles colombianas de ese momento. La actriz venezolana Elluz Peraza hizo el papel de la esposa de Francisco de Paula Acero (Jorge Cao). La actriz mexicana Lucía Méndez fue considerada para interpretar este personaje.

## Sinopsis
Carlos Alberto Buendía (Robinson Díaz) llevaba una vida normal. Vivía aun con sus padres y tenía un noviazgo con Adriana Guerrero (Sandra Reyes), si bien ambos estaban casados en secreto. Él trabajaba como operador de sistemas en la empresa de aviación Concorde personal junto con su amigo Víctor Leal. Ahí conoce a Susana de Acero (Elluz Peraza), la mujer del presidente de la compañía, Francisco de Paula Acero (Jorge Cao), que es un poderoso empresario de la aviación, responsable de ascender a Carlos Alberto como jefe de programación. Desde ese momento, para Carlos Alberto su proyecto de vida ya se hacía realidad. Pero su vida dio un giro inesperado en el momento en que Susana golpeó a su casa con el objeto de seducirlo y, justo en el momento en que se consumaría la relación, Susana cae muerta. 
Después del incidente y ante el temor de perder todo por lo que luchó, Carlos Alberto enterró el cuerpo de Susana, creyendo poder evadir el problema. Sin embargo, desde aquel instante, los problemas para Carlos Alberto comenzaron, ya que, junto con su amigo Víctor, fueron encarcelados por el supuesto secuestro y homicidio de Susana de Acero. En prisión, ambos son torturados y hostigados por el capitán de la guardia Hugo Escobar (Waldo Urrego). A partir de su entrada a la cárcel, Carlos Alberto, junto con su novia Adriana y su abogado Alfonso Valdés, deberán luchar por probar su inocencia, quedando en medio de todo tipo de delincuencia (Traficantes de influencias, guardias carceleros, policías corruptos, grupos guerrilleros,  redes de narcotraficantes, trata de personas, falsificadores de documentos y bandas internacionales de lavado de dinero) y en una carrera contra el tiempo para preservar su vida y la de sus allegados.

## Reparto

### Personajes principales
| Actor         | Personaje                | Descripción |
| ------------- | ------------------------ | --- |
| Elluz Peraza  | Susana Vivas de Acero    | A simple vista luce como una mujer feliz y ejemplar; casada con un destacado hombre de negocios y madre de un hijo amante de la vida. Sin embargo, la realidad es otra, su marido les es constantemente infiel y sumamente indiferente. Completamente desesperada y desdichada más al saber que fue contagiada de VIH decide vengarse seduciendo a Carlos Alberto sin tener relaciones sexuales y luego de eso se quita la vida sin saber que dicho suceso cambiaría drásticamente la vida de Carlos Alberto. |
| Robinson Díaz | Carlos Alberto Buendía   | Carlos Alberto es un destacado ingeniero de sistemas de Concorde Persona. Está casado en secreto con su novia Adriana Guerrero que lo adora aunque su matrimonio también en indispensable para que ambos consigan un crédito para comprar un apartamento para vivir juntos. Pasando de jefe de hangares a ingeniero y posteriormente ascendido a jefe de sistemas, Carlos Alberto vivirá un completo infierno entre las cárceles colombianas y la justicia corrupta luego de que en su casa falleciese Susana de Acero, la mujer del presidente, y siendo acusado injustamente de su muerte siendo además de él, sus seres amados los que también pagarán por sus acciones. Al final es encontrado inocente.                                    |
| Sandra Reyes  | Adriana Guerrero         | Estudiante de derecho que labora como recepcionista en Concorde, novia y esposa secretamente de Carlos Alberto. Se le conoce abiertamente por ser enemiga de las injusticias de la misma justicia, debido a que su padre, un prominente abogado, fue encarcelado injustamente acusado de ser uno de los guerrilleros del M-19 que perpetuaron la Toma del Palacio de Justicia en 1985. Adriana vivirá la dualidad entre creer en el hombre que ama o las acusaciones que se ciernen hacia él siendo además testigo y víctima en un triángulo de amor, muerte, traición, corrupción y poder que ella también vivirá junto a Carlos Alberto probando además su amor y entrega mutua. Al final vive feliz con Carlos Alberto y la hija de los dos. |
| Jorge Cao     | Francisco de Paula Acero | Déspota hombre poderoso que cree que el dinero puede comprar prácticamente todo. Cree que su esposa y su hijo son una carta de presentación en su círculo social. Acero vive una doble vida teniendo amantes por doquier más que todo hombres homosexuales y secretarias de Concorde, empresa de la que es dueño. La desaparición de Susana hará que mueva todos sus contactos y dinero demostrando para qué sirve el poder, sin importar por encima de quien tenga que pasar. Al final se suicida al no soportar el peso de sus acciones que lo alejaron de su hijo y que además serían castigadas. |

### Personajes secundarios
| Actor                | Personaje                                 | Descripción |
| -------------------- | ----------------------------------------- | --- |
| Patricia Grisales    | Graciela 'Chela' Torres                   | Ejecutiva comercial de Concorde. Amante de Francisco de Paula y cómplice de varias de sus acciones sin saber la verdadera ciencia detrás de estas. Termina contagiada de VIH por Acero por lo que decide apoyar a Carlos Alberto. |
| Lucy Martínez        | Beatriz 'Betty' Trujillo de Guerrero      | Es la madre de Adriana y estereotípica suegra de Carlos Alberto; desprecia a su yerno. Amenaza con morirse ante el más mínimo gesto de rebeldía o de madurez de su hija a quien tiene más como lastre. Cree en todas las acusaciones que tiene Carlos Alberto y espera que Adriana se separe para que consiga un hombre según sus expectativas. Muere de un aneurisma causada por una sobredosis de medicamentos luego de discutir con Adriana. |
| Silvio Ángel         | Julio Buendía                             | Es el padre de Carlos Alberto. Hombre ejemplar que apoya a su hijo sabiendo que es inocente siendo además en varias ocasiones su misma conciencia para tomar buenas decisiones. |
| Ana María Arango     | Emperatriz Serrano de Buendía             | Madre de Carlos Alberto. Es una mujer de carácter fuerte, impetuosa y buena madre que ama a morir a su hijo más sabiendo que su hijo es inocente y al igual que su esposo apoyando a su hijo en momentos difíciles. |
| Rafael Martínez      | Paulino Díaz                              | Es hijo de Ricardo Díaz, socio importante de Concorde aunque trabaja en el departamento de sistemas junto con Carlos Alberto y Víctor. Su posición lo convierte en el típico chismoso de la compañía celando lo que ha conseguido Carlos Alberto; su anhelado puesto de jefe de sistemas y una hermosa novia que es Adriana, ignorando que están casados. En el fondo junto con su padre sabe que Carlos Alberto y Víctor son inocentes de las acusaciones de secuestro y asesinato de Susana aunque dejándose llevar por conjeturas al notar movimiento extraños tanto en Acero como en Carlos Alberto a quien finalmente terminará apoyando. |
| Marlon Moreno        | Víctor Leal                               | Un joven de buen corazón que apoya hasta al final a sus amigos, entre ellos a su mejor amigo Carlos Alberto Buendía. Víctor se convierte en un gran confidente sabiendo la situación en la que Carlos Alberto es una accidentada víctima pero terminará siendo acusado de complicidad de supuesto secuestro y asesinato de Susana, la mujer del presidente. Aun siendo el más inocente muere asesinado por el capitán Escobar quien en verdad trata de matar a Carlos Alberto durante la fuga. |
| Celmira Luzardo      | Luz Suárez de Caballero                   | Trabajadora social de la cárcel y al igual que Adriana odia las injusticias. Tiene una hija de nombre Claudia quien padece de Mudez debido a un trauma sufrido durante su embarazo, y a la que tuvo que criar sola debido a que su esposo, un militante de la Unión Patriótica, fue víctima de Desaparición forzada a mitad de los 80. Luz se convence de la inocencia de Carlos Alberto siendo testigo de cada injusticia que este vive por lo que Luz decide defenderlo y apoyarlo en todo momento pese a que varias veces puede poner en peligro su puesto y su vida en riesgo. |
| Pedro Mogollón       | Moisés                                    | Anciano prisionero de la cárcel que administra la lavandería, aunque haciendo varios favores a Carlos Alberto y a Víctor quien le pide trabajo secretamente buscando una vía de fuga de la cárcel. Se desconoce el crimen por el que Moisés está en la cárcel pero es respetado por la mayoría de los reos y confesando solo a Víctor indirectamente que se irá cuando no le llegue hacer falta a nadie. Posteriormente es torturado y asesinado por Escobar y sus guardias tras ayudar a Carlos Alberto a Víctor y a Bernal a escapar del penal. |
| Luis Fernando Munera | Bernardo de Vengoechea                    | Es el corrupto abogado de Francisco de Paula Acero. Cómplice en todas sus artimañas para hacer que Carlos Alberto purgue condena en prisión por el crimen que jamás cometió, y capaz de lograr varias maquinaciones para beneficiar a su jefe y amigo. |
| Rafael Bohórquez     | Alfonso Valdés                            | Abogado de Carlos Alberto además de íntimo amigo de la familia Buendía. Amante de la justicia paulatinamente se convence de la inocencia de Carlos Alberto a pesar de las constantes amenazas que secretamente Acero hace hacia él o hacia su familia. |
| Víctor Cifuentes     | Milton                                    | Jefe de seguridad de Concorde y otro cómplice fiel de Acero. Se encarga junto con Vengoechea de hundir más a Carlos Alberto sin importar los medios que le toque usar. Es asesinado por Robin al evitar que el primero abusara de ella sexualmente. |
| Waldo Urrego         | Capitán Hugo Escobar                      | Cruel capitán del INPEC que tiene a cada cabo del penal como parte de un ejército fiel, aunque dentro de la cárcel, según el cabo Ordóñez, no es el único con poder para manejar a la guardia y a los prisioneros. Le fascina torturar a los prisioneros y está convencido de que Carlos Alberto tiene 2 millones de dólares sacados de una supuesta extorsión por lo que se ensaña con él teniendo como aliado indirecto al mismo Acero. Asesinado por Esteban al quemarlo vivo en un intento de salvar a Robin quien al tiempo muere. |
| Diego Vásquez        | Cabo Edison Abril                         | Guardia sin carácter, conocido como la mano derecha de Escobar dentro de la guardia . Al presionado bajo amenaza de muerte por Buendía, Robin y Esteban para confesar los asesinatos de Lucas y Víctor, es trasladado a otra cárcel en otra ciudad por una orden firmada por Escobar. |
| Henry Castillo       | Cabo Ordóñez                              | Otro guardia corrupto, quien estaba ayudando a un prisionero de alto rango de nombre "El ilusionista" en su frustrado plan escapar de la cárcel, el cual se desbarató por culpa de Carlos Alberto, quien a pesar de haber sido brutalmente torturado no delató a Ordoñez con Escobar. Al principio se le conoció como otro insubordinado más de Escobar, sin embargo después de haber interrogado a Víctor sobre su falsa militancia en la guerrilla, se supo más adelante que era un guerrillero que fue infiltrado en el INPEC con el propósito de cuidar a algunos cabecillas presos en el penal, y debido a esto intercede para que Carlos Alberto salga temporalmente de la cárcel con propósito de llevar un comunicado de paz al Gobierno Nacional, a modo de pagarle a Buendía no haberlo delatado. Se piensa que fue trasladado a otro sitio para no verse comprometida su identidad. |
| Juan Carlos Vargas   | Esteban Franco                            | Prisionero patricida de tendencias bisexuales. Cree en la inocencia de Carlos Alberto sin importarle pasar como mujer para conseguir información o cualquier cosa para que él o sus amigos salgan beneficiados. Se destaca por sus mensajes humanos y reflexivos ante la vida misma. |
| Fabio Rubiano        | Rigoberto Bernal                          | Prisionero antiguo compañero de secundaria de Víctor y ladrón de automóviles. Bernal es un arribista que solo le importa su propio bienestar, en principio siendo aliado de Carlos Alberto y Víctor pero luego pasando al lado de Escobar creyendo también que en poder de Carlos Alberto hay 2 millones de dólares por lo que se dedica a cazarlo a él y a sus amigos. Al final obtiene su puesta en libertad tras un acuerdo con la Fiscalía. |
| Cristina Umaña       | Robin Mireya Galeano                      | Una expandillera, examante de Bernal sumamente atractiva que ha sobrevivido en las calles sin conocer el valor de la familia, ya que su madre es tratante de blancas. Termina siendo fugitiva junto a Carlos Alberto y Esteban tras ser también acusada de un crimen que tampoco cometió (que en realidad cometió Bernal). Poco a poco se enamora de Carlos Alberto aun sabiendo que es un amor no del todo correspondido. Es asesinada por Escobar. |
| Jorge Cárdenas       | Luis Carlos Jaramillo "Lucas"             | Mensajero de la cárcel, hombre de confianza de Escobar, aliado de Carlos Alberto y Víctor y amigo íntimo de Esteban. Se desconoce porqué esta en la cárcel pero se convierte en aliado de Carlos Alberto notando que es inocente junto con Víctor aunque sin poder hacer nada para poder ayudarles más en el penal pese a la desconfianza de ellos. Al ver que el padre de Víctor había muerto decide ayudarle dándole una autorización a la Fiscalía para poder asistir al entierro ya que Lucas ha vivido una situación igual pero es descubierto por Escobar (quien le había prohibido darle el mensaje) y por órdenes de este es asesinado y desaparecido haciendo ver esto como una fuga. Su cuerpo nunca apareció. |
| Helios Fernández     | Ricardo Díaz                              | Importante socio de Concorde quien duda de la culpabilidad de Carlos Alberto y Víctor al igual que su hijo Paulino. Tras sospechar del paradero del dinero del supuesto rescate de Susana trata de indagar, decide investigar por su cuenta sobre ello, por lo cual descubre que dicho dinero fue a parar a manos de una red dedicada a lavar dinero producto de actividades ilícitas manejada por la mafia china, la cual termina asesinándolo tras descubrir dicha operación. |
| Germán Escallón      | Melquisedec Garzón "El Gozque"            | Corrupto policía judicial y cómplice fiel también de Acero. Tiene como amigos en común al mismo abogado Vengoechea y a Escobar por lo que no duda en usar dichos contactos para ganar paulatinamente la confianza de Acero. Se piensa que finalmente es destituido de su cargo por tráfico de influencias y falsificar el certificado de defunción de Susana |
| Luis Fernando Ardila | Dr. Sierra                                | Director del penal donde están recluidos Carlos Alberto y Víctor. Hombre pusilánime que teme a Escobar pese a saber de los abusos que este comete todos los días en la cárcel, al punto que termina poniéndose del lado de Escobar en más de una ocasión. Se cree que fue destituido de su cargo por negligencia después de que se supo de que Escobar torturaba a los presos y lucraba con estos. |
| Julio César Luna     | Enrique Blanco Sotomayor "El Ilusionista" | Viejo pero poderoso prisionero del penal donde están Carlos Alberto y Víctor. Su sobrenombre se le debe a la influencia sobre otros prisioneros y a su capacidad para infundirles terror sin la necesidad de mover un dedo, por lo que involucra a Carlos Alberto en su plan de fuga, el cual al parecer tuvo apoyo de la guerrilla (esto debido a que el cabo Ordoñez, quien estaba ayudando a Sotomayor en el plan, era un miliciano infiltrado), pero el plan fracasó debido a una imprudencia accidental de Buendía, por tanto que es trasladado a la cárcel de Palmira donde escapo a los 45 días de su traslado, después de haber sido víctima de tortura. Se reencuentra con Carlos Alberto quien antes había fingido su muerte, ignorando antes su verdadera identidad. Al haber reconocido a Buendía con su nueva identidad, planeó en un principio entregarlo a las autoridades a modo de venganza, pensando que este saboteó su plan intencionalmente, sin embargo al ver la entrevista que Buendía dio en televisión nacional reivindicando su inocencia y al saber a través de Robin que lo sucedido con su plan de fuga fue un simple e involuntario accidente, decide perdonarle la vida, bajo advertencia de no volver a cruzarse en su camino. |
| Cristóbal Errázuriz  | Villanueva                                | Jefe de una banda de ladrones que roba a personas pudientes. Amigo de Esteban y Lucas cuando estaba en la cárcel por lo que ayuda a Carlos Alberto, a Esteban y a Robin a esconderlos a cambio de ayudarlo en sus golpes. Villanueva al ganarse la amistad de Carlos Alberto y viceversa se convierte además en otro fiel aliado aun arriesgando su propia organización. Tiene un hijo pequeño con autismo llamado Antonio Toño al que a veces acude a ver en un internado. Finalmente termina en la cárcel por hurto calificado. |
| Roberto Cano         | Andrés Acero                              | Hijo único de Francisco de Paula y Susana. Joven entusiasta, sencillo y de buen corazón ama más a su madre que a su padre, debido a la distancia que tiene Francisco de Paula pese al amor que le tiene a su hijo. Se siente atraído por Adriana (lo que ocasionalmente ha llegado a ser mutuo) lo que se convierte no solo en amor no correspondido sino en una amistad personal que apoya no solo a Adriana sino a Carlos Alberto sabiendo que es inocente de la muerte de su madre. Al descubrir todas las maquinaciones de su padre decide distanciarse definitivamente de él. |

- Inés Mejía - Judith, tía de Carlos Alberto
- Fernando Arévalo - Capitán policía
- Víctor Hugo Trespalacios - Agente del DAS
- Maria Margarita Giraldo - Inés Cuervo
- Saín Castro - Pedro Nel Rivadeneira "El senado"
- Ivette Zamora - Rebecca
- Adriana Osorio - Ofelia
- Norma Constanza - Esposa de Valdés
- Olga Lucía Lozano - Nancy, Madre de Paulino
- Luis Alberto García - Antonio Leal, padre de Víctor
- Jairo Soto - Heráclito Botero
- Carlos Arango - "El Janquiz"
- Fernando Reyes - Capitán Álvaro Pinzón
- Jorge López - Rodrigo Sánchez
- Adelaida Otálora - Doña Tulia
- Daniel Merizalde - Cabo Herrera
- Mariela Rivas - Rosa, madre de Robin
- Diego León Hoyos - Juan Bautista
- Fabián Gómez - Fidel "Fiel"
- Nicolás Macario - Miguel Ángel Castilblanco
- Diego Camacho - Esneider, dueño de whiskeria
- Gregorio Pernía - Taxista cómplice de Villanueva
- Carlos Barbosa - Julio Mercado
- Consuelo Luzardo - Piedad Miranda

## Transmisión
Para 1997, se realizaba confidencialmente dos licitaciones, el de los espacios en los canales del Estado (Canal Uno y Canal A) y el de los dos nuevos canales privados, en los cuales, Caracol Televisión, su productora, participa. Debido a que Uni TV, programadora que emitía el seriado no obtuvo un cómodo horario prime time al igual que Caracol Televisión . Por ello, acordaron que para el primer semestre de 1998 se emitiría los viernes a las 19:30 a 20:30 en el mismo canal junto con Caracol Televisión.
En el segundo semestre de 1998, en agosto exactamente, se inicia las emisiones del Canal Caracol, sin embargo, para ese año sólo el 30% de la población colombiana tenía la señal, otros, a nivel nacional a través de la televisión paga, muchos colombianos pedían a la Comisión Nacional de Televisión no trasladar la serie al nuevo canal, sin embargo, se acordó que los que tienen la señal de Caracol lo podían ver los sábados a las 21:45, y en el Canal Uno los miércoles a las 23:00. Aun así, no afectó el índice de audiencia toda vez que ya eran los últimos capítulos.

## Contenido de Producción y curiosidades.
- En la entrada de la serie se usó el soundtrack de la película Tumba a ras de Tierra de 1994 al igual que otros soundtracks de otras películas de la década de los 80 y 90.

- Esta fue la primera serie de televisión en Colombia en que se trató temas con contenido político y controversiales como la violación de los derechos humanos en las cárceles colombianas, la corrupción dentro de las instituciones de la justicia colombiana (principalmente una notoria crítica al sistema de Justicia sin rostro), el tráfico de influencias, los montajes judiciales (llamados más tarde Falsos positivos Judiciales) , la relación de la clase empresarial con el crimen organizado y la desaparición forzada dentro de las cárceles colombianas; todo ello siendo la inspiración de las distintas vivencias de Mauricio Miranda y Mauricio Navas con respecto a la madre de Navas que había sido trabajadora social de un penal; inspiración para el personaje de Luz Suárez de Caballero y a su vez quien tenía el temor de que la esposa de su decano muriese en su casa tras un precario estado de salud; lo que inspiraría el principio de la trama.

- El personaje de Carlos Alberto fue inspirado en varios personajes de los cuales fueron víctimas de los montajes judiciales ya conocidos en el ámbito nacional e internacional en aquella época y entre estos casos sonaban los del comerciante Colombo-árabe Alberto Hubiz Hazbum (a quien se le capturó e inculpo del Magnicidio del dirigente liberal Luis Carlos Galan en 1989), el exfuncionario del CTI Gustavo Sastoque Alfonso (acusado por un testigo sin rostro del asesinato de Hernando Pizarro Leongómez), entre otros casos.

- Dentro de la historia se hizo referencia a hechos recientes de la historia de Colombia sucedidos en los 80 y 90  a modo de contexto y la relación de algunos personajes con dichos hechos. Esta fue la primera serie colombiana en que remarca hechos de la historia reciente de Colombia.

- En el capítulo 13 de la serie cuando Carlos Alberto es llevado a una celda donde se encuentra con un cabecilla guerrillero para obligarlo a llevar una propuesta de diálogo a delegados del gobierno este le revela a Carlos Alberto de los diálogos secretos entre el gobierno la guerrilla los paramilitares y los narcotraficantes y del contenido del mensaje en cual proponía la penalización de la desaparición forzada como punto de diálogo. Esto hizo referencia a los diálogos gestados desde el gobierno del presidente de la época Ernesto Samper con todos los grupos armados (guerrilla y paramilitares) y miembros de los carteles de la droga que conllevaron respectivamente a los Diálogos del Caguán y a la entrega negociada a la justicia de varios cabecillas de los Carteles de Cali y Norte del Valle en aquel entonces, ésto último se vería también en la serie El cartel, también producida por Caracol. Esto se ambientó en el momento del debate en que los defensores de derechos humanos exigía a la corte suprema de justicia la aprobación de la ley 589 la cual se aprobó en julio del 2000.

- En el capítulo 12 cuando el Cabo Ordóñez interrogó a la fuerza a Víctor de su supuesta participación en la guerrilla preguntándole si pertenecía a algún movimiento subversivo mencionándose en la trama a las guerrillas de las FARC al ELN al M-19 algo que era nada usual en las series de televisión debido al temor que representaría mencionar alguno de estos grupos armados trayendo consecuencias negativas para la productora los libretistas y actores. Siendo la serie una crítica abierta hacia el sistema penitenciario colombiano, también se hizo una denuncia pública sobre el control de la cárcel por parte de los grupos armados y la situación de violencia dentro de las penitenciarias, lo cual se considera como una predicción de los hechos de la cárcel La Modelo del 2000.

- El dramatizado Pandillas, guerra y paz II uso partes del argumento de la serie como fueron algunos personajes secundarios y situaciones vividad por los personajes principales. El creador y libretista de dicho dramatizado Gustavo Bolívar en una entrevista dada en 2010 afirmó que en su serie quiso emular el gran trabajo de sus colegas y amigos "Los Mauricios".

- La situación vivida por Carlos Alberto fue similar a la ocurrida con el cantante de música vallenata Diomedes Díaz, quien justamente para la misma época en que se estrenó la novela, exactamente dos meses antes, vivió una situación igual a la trama de la misma, cuando se le acusó de la muerte de la joven fan Doris Adriana Niño quien murió durante una fiesta hecha en su apartamento en el Norte de Bogotá en circunstancias inexplicables hasta la actualidad. Al igual que en el desarrollo de la historia, Díaz vivió situaciones similares al personaje principal, donde se enjuicio bajo supuestos fallos judiciales en el proceso de investigación, convertido en centro de atención de noticia roja y desprestigio e inclusive llegó a convertirse en prófugo de la justicia durante más de tres años hasta su entrega y liberación.

## Versiones
- En 1999 se realizó una adaptación de esta serie también titulada La Mujer del presidente producida y estrenada por la cadena argentina Telefe y fiel a la historia original.
- En 2014 CMO Producciones hace una readaptación de la serie para Caracol Televisión (mismo productor de La Mujer del Presidente) en alta definición con el nombre de Fugitivos. Si bien la historia conserva la mayoría de elementos de La Mujer del Presidente de un hombre acusado de un crimen que no cometió y su condición de fugitivo para probar su inocencia, el desarrollo de la historia es diferente e incluye personajes y situaciones no existentes en la original. Entre las diferencias más importantes cabe resaltar el desarrollo de la trama que va pasando en varios pueblos de Colombia, la obsesión del carcelero por la pareja del protagonista y como pueden identificarse personajes como Carlos Alberto; Adriana; Robin; Francisco de Paula Acero; Bernal y el capitán Escobar, con una historia similar a Me amarás bajo la lluvia. Esta producción se estrenó en el horario estelar de Caracol logrando altos índices de audiencia.

## Secuela
En 2012 Caracol Televisión lanza una secuela de la serie con el nombre de El laberinto, la cual tenía poco que ver con la historia original además de ser más oscura y sin escenas de acción. Por sus cambios de horario quedando hasta las 23:00 (UTC-5) no tuvo suficiente audiencia por lo que la mayoría de sus capítulos pasaron a transmitirse en su página web.

## Premios

### Premios TVyNovelas
- Mejor serie
- Mejor director: Magdalena Larrotta y Armando Barbosa
- Mejor libretista: Mauricio Navas y Mauricio Miranda "Los Mauricios!"
- Mejor actriz protagónica de serie: Sandra Reyes
- Mejor actor protagónico de serie: Robinson Díaz
- Mejor actriz de reparto de telenovela: Cristina Umaña
- Mejor actor de reparto de telenovela: Fabio Rubiano
- Mejor actriz/actor revelación: Marlon Moreno

### Premios India Catalina
- Mejor serie o miniserie
- Mejor director de telenovela: Magdalena Larrotta y Armando Barbosa
- Mejor actor protagónico de telenovela: Robinson Díaz
- Mejor actriz de reparto de telenovela o serie: Cristina Umaña
- Mejor actor de reparto de telenovela o serie: Marlon Moreno

### Premios Simón Bolívar
- Mejor Serie
- Mejor libretista de Serie: Mauricio Navas y Mauricio Miranda
- Mejor Director: Magdalena Larrotta
- Mejor Actor: Robinson Díaz
- Mejor Revelación: Marlon Moreno
- Mejor Maquillaje: Jacqueline Mayorga
- Mejor Dirección de Fotografía: Armando Barbosa
- Mejor Dirección Artística: Claudia Arango, Juan Pérez y Ricardo Alvarado
- Mejor Música Original: Arrieta, Sargaminaga y Uribe

### Premios Shock
- Mejor Actriz Revelación: Cristina Umaña
- Mejor Actor Revelación: Marlon Moreno

### Premios internacionales
- Premio MARA (Venezuela) a Mejor Primer Actor Jorge Cao
- Premio GRAN ÁGUILA DE ORO (Venezuela) a Mejor Primer Actor Jorge Cao
- PALMAS DE ORO (México) a Mejor Primer Actor Extranjero Jorge Cao

## Citas
«Carlos Muñoz, la hora del balance». Revista Elenco (981). 3 de septiembre de 1998. ISSN 0121-9847, pags. 12 y 13.

### Videos
- Capítulos completos en Tune.pk Archivado el 25 de marzo de 2018 en Wayback Machine.
- Entrevista a Mauricio Miranda (min. 1:15)
- Entrada de la telenovela
- Resumen de la telenovela